# Torre de Alcofra
A Torre de Alcofra localiza-se na povoação de Cabo de Vila, freguesia de Alcofra, município de Vouzela, Distrito de Viseu, em Portugal.
Em posição dominante na vertente oeste da serra do Caramulo, esta é uma das três torres senhoriais ainda existentes no município, e a que se encontra em melhor estado de conservação.

## História
A primitiva ocupação humana deste sítio é anterior à nacionalidade, permitindo o seu topónimo inferir ter sido ocupada pelos muçulmanos.
À época da afirmação da nacionalidade, foi Couto, conforme carta passada por D. Afonso Henriques (1112-1185) em 1134, privilégio posteriormente confirmado, em 1146.
Calcula-se que esta torre tenha sido erguida no final do século XIV ou princípio do século XV.
Não se sabe ao certo quem a mandou edificar, nem quem foram os seus proprietários, embora se suponha que pertenceu a António Magalhães, barão de Moçâmedes, em virtude de se encontrarem gravadas no exterior, em dois locais distintos, as iniciais "AMBDM".

## Características
A torre apresenta planta quadrangular, dividida internamente em dois pavimentos. O primeiro, é acedido através de uma porta de arco redondo. O segundo, apresenta em cada alçado uma janela de arco quebrado.

## A lenda da Torre de Alcofra
Uma lenda local afirma que esta torre possui um túnel que vai até ao Monte Gralheiro e que terá acoitado os soldados cristãos em luta com os mouros.